# Daisy Campi

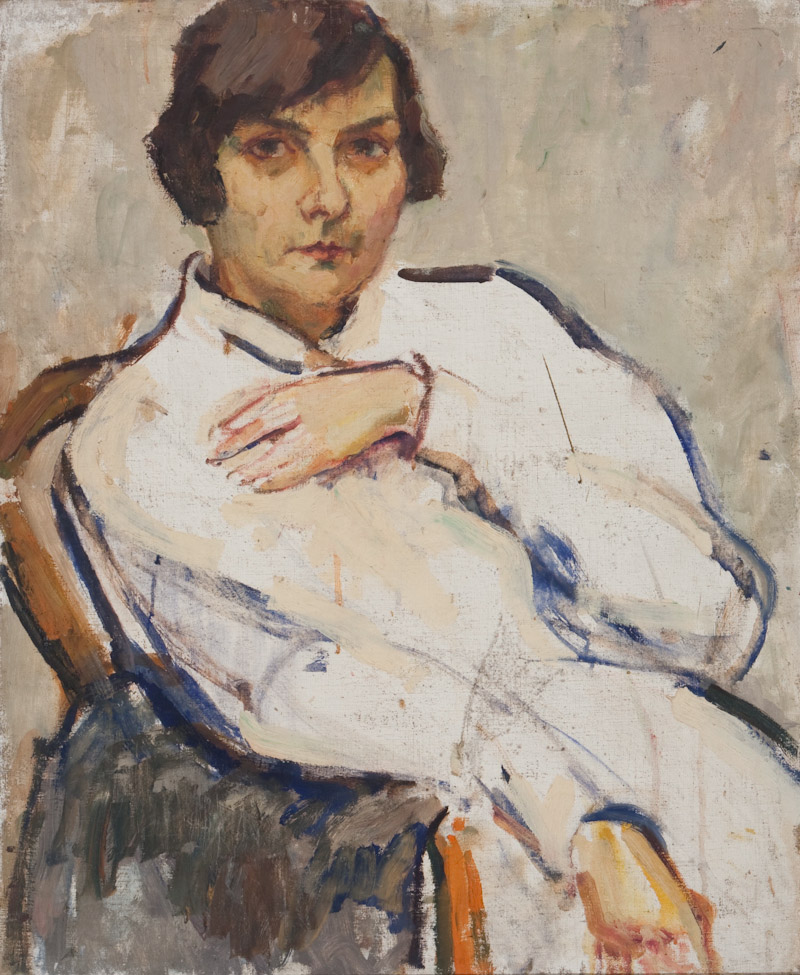
Selbstporträt

Daisy Campi (* 3. Februar 1893 in Port Said, Ägypten; † 20. September 1979 in Eichbichl bei Rosenheim) war eine deutsche Malerin der Moderne.

## Leben
Daisy Campi wurde als Tochter des französischen Diplomaten Louis Héritte de la Tour und seiner Frau Constance Baronesse Swaine geboren. Ihr Großvater Ernest Héritte hatte 1863 Louise Héritte-Viardot geheiratet, die älteste Tochter des Direktors des Pariser Théâtre-Italien, Louis Claude Viardot (1800–1883), und der gefeierten spanischen Sängerin Pauline Viardot-Garcia (1821–1910). Ernest Héritte war als Generalkonsul und später als Geschäftsträger der französischen Republik in Kapstadt tätig. Sein Sohn, Daisys Vater, wurde französischer Diplomat. Ihre Kindheit verbrachte sie in London, Shanghai und Paris. Nach der Scheidung der Eltern und der neuen Heirat ihrer Mutter wurde sie von Luigi de Campi a Montesanto adoptiert und trug nun den Namen Daisy Héritte de Campi a Montesanto.
1914 begann sie eine Ausbildung an der Malschule in Lausanne und setzte diese mit einem Studium der Malerei an der École des Beaux-Arts in Genf fort. Nach dem Tod ihres Stiefvaters folgte der Umzug nach München, dort schrieb sich die Künstlerin an der Malschule von Moritz Heymann ein und begann anschließend ihr Studium an der Akademie der Bildenden Künste München bei Angelo Jank. Daisy Campi beherrschte schon zu diesem Zeitpunkt fünf Sprachen und war umfassend gebildet.
Ab 1926 unternahm sie erste Reisen mit Hermann Euler, den sie in der Malschule Heymann kennengelernt hatte, und dem norwegischen Maler Georg Schjelderup nach Frankreich. Zwei Jahre später heiratete sie Hermann Euler und begab sich auf eine viermonatige Hochzeitsreise, bevor sie in München ein Atelier bezogen. Ab dem Jahr 1927 nahm sie als Mitglied der Neuen Münchner Secession unter anderem auch an den Ausstellungen im Münchner Glaspalast teil, wo ihre Arbeiten große Beachtung fanden.
1930 wurde der einzige Sohn Alexander geboren, 1934 erwarb das Ehepaar in Eichbichl einen Bauernhof am Rinssee in der Nähe von Rosenheim. Nach den beschwerlichen Kriegsjahren setzte eine umfangreiche Reisetätigkeit ein, vor allem nach Italien, Jugoslawien, Spanien und Frankreich. 1970 starb Hermann Euler, neun Jahre später seine Frau, Daisy Campi.

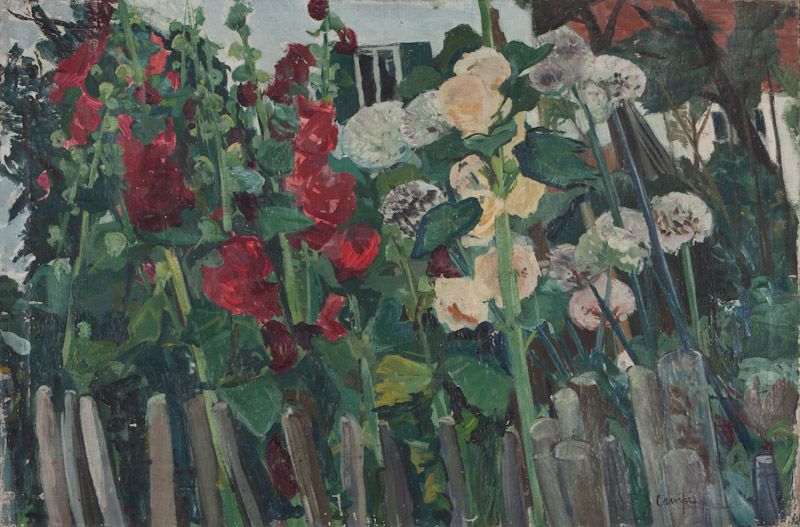
Malven

## Werk
Bei Daisy Campi liegt der Schwerpunkt neben einigen herausragenden Stillleben vor allem auf den Reisebildern. Sowohl in der ganz frühen Zeit, den Capri-Bildern von 1929, als auch in den späten Schöpfungen von Ravello und Kreta äußert sich eine bemerkenswerte malerische Freiheit.
Die Capri-Landschaften zeigen eine rhythmische Vernetzung von Architektur und Landschaft. Überraschende Gebirgsformen werden in einer fast lyrischen Naivität in die Bildfläche komponiert, Tiefenraum wird einzig durch Überschneidung und Verkleinerung erzeugt.
Das so entstandene Bild entbehrt jeglichen Klischees und wird umso mehr zum Träger des spezifisch Atmosphärischen. Campis Kolorit ist von nobler Kultiviertheit gekennzeichnet, insbesondere ihr Einsatz von farbigem Grau, aus Komplementärfarben bestehend oder Schwarz und Weiß mit einer minimalen Beimischung einer Primär- oder Sekundärfarbe, ist sprichwörtlich, gut nachvollziehbar an ihren Stillleben.
Bei den Landschaften besticht vor allem die Pinselführung: Eine unterschiedlich mit Terpentin versehene Ölfarbe, ein Nass-in-nass-Malen und eine äußerst bewegte Pinselführung ergeben ein kraftvoll-dynamisches Bildgefüge. Diese Entwicklung zeichnet sich in den 60er Jahren ab und setzt sich in sehr spontanen Reiseblättern (Ravello und Kreta) fort. Eine ihrer Besonderheiten ist die Verwendung von Ölfarbe auf Papier.
Daisy Campi zählt zu den herausragendsten Künstlerpersönlichkeiten des 20. Jahrhunderts in Süddeutschland.

## Galerie

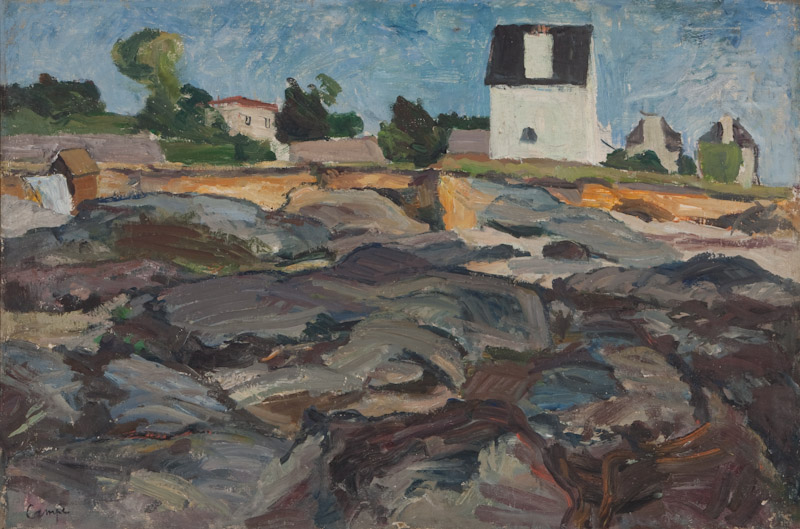
Weißes Haus in der Bretagne
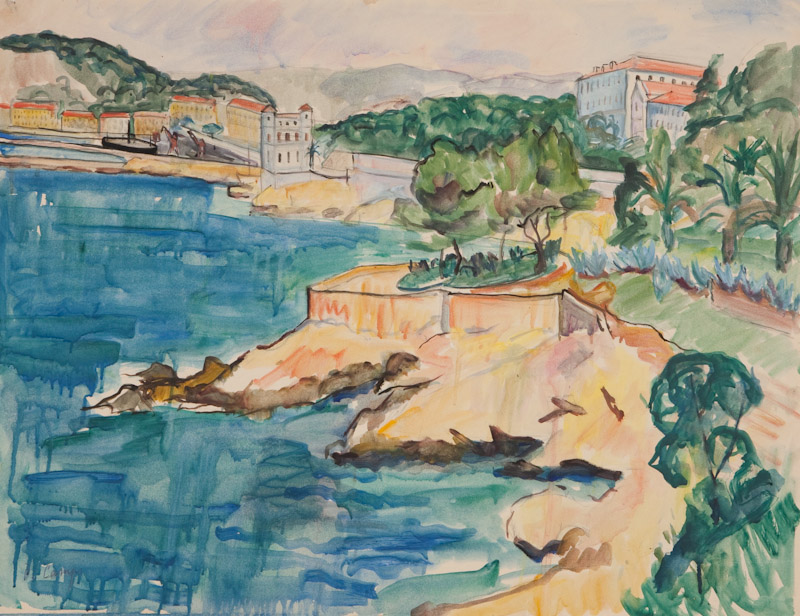
Bucht im Süden
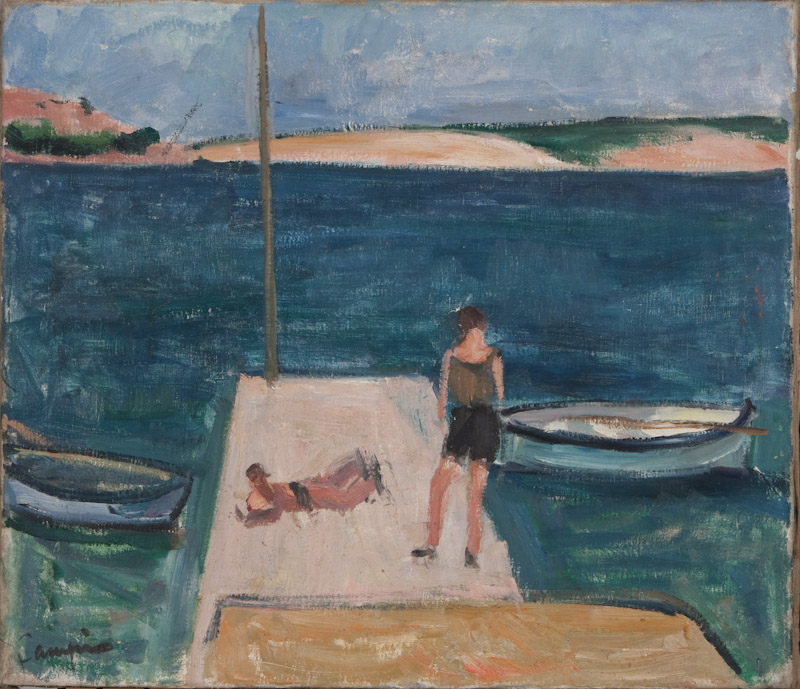
Badende
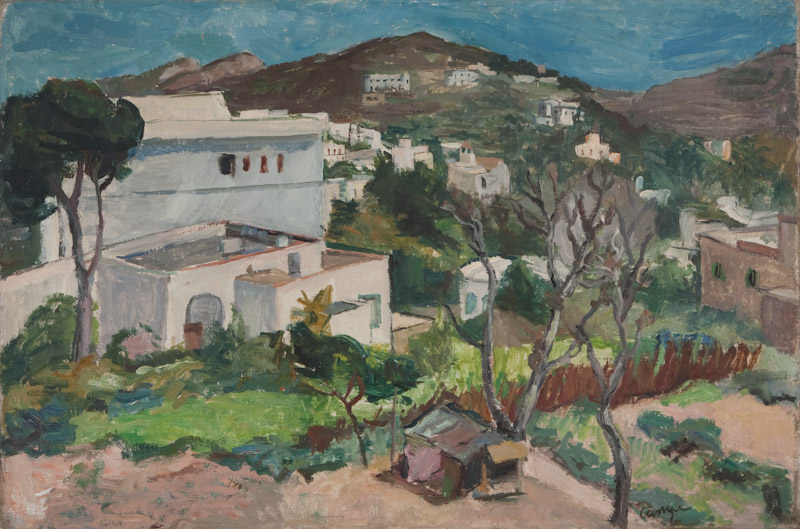
Capri
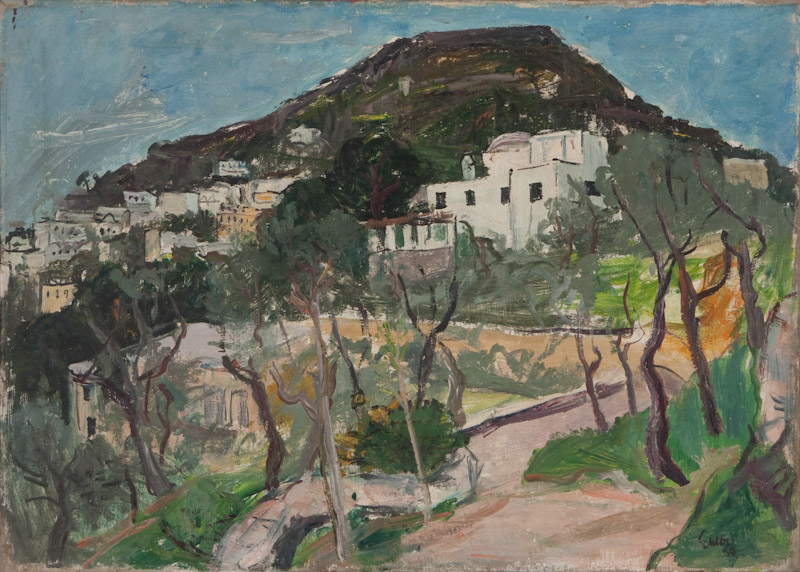
Capri
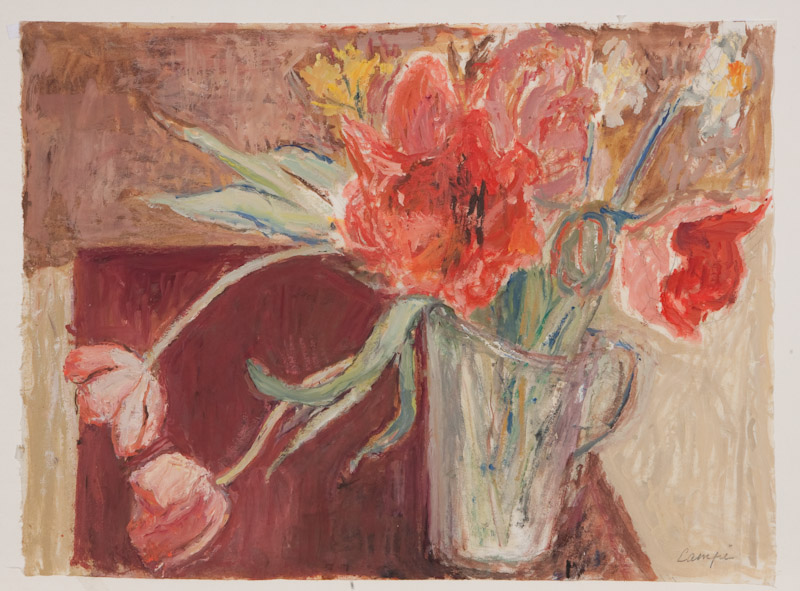
Rote Tulpen
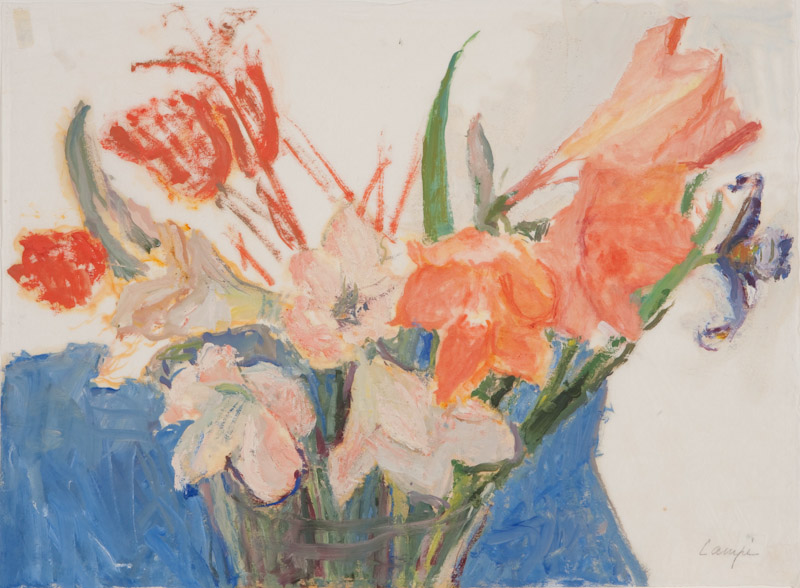
Lilien mit Tulpen
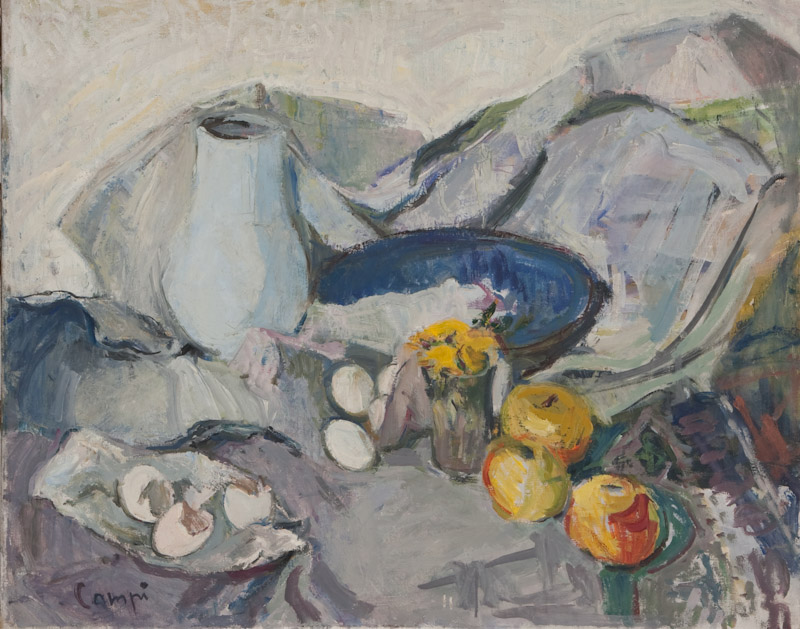
Stillleben mit Eierschalen
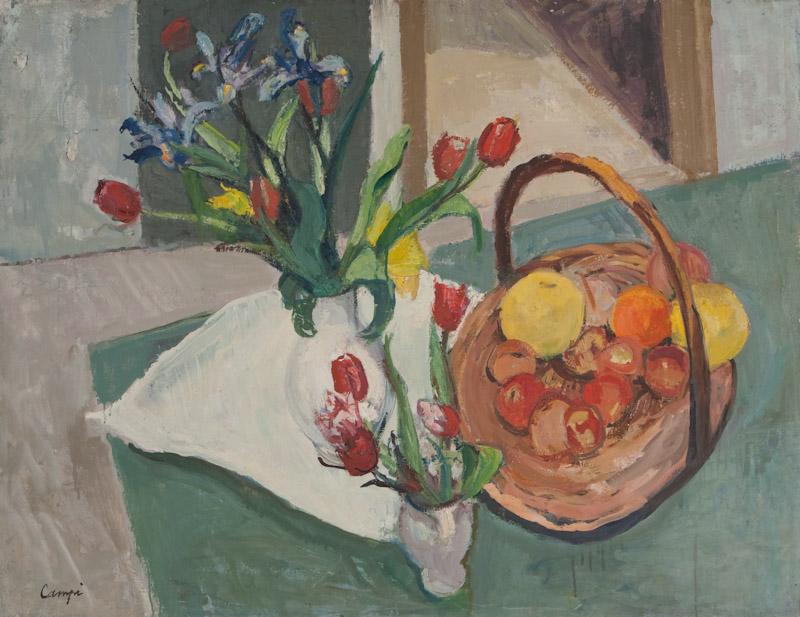
Stillleben mit Iris und Obstkorb
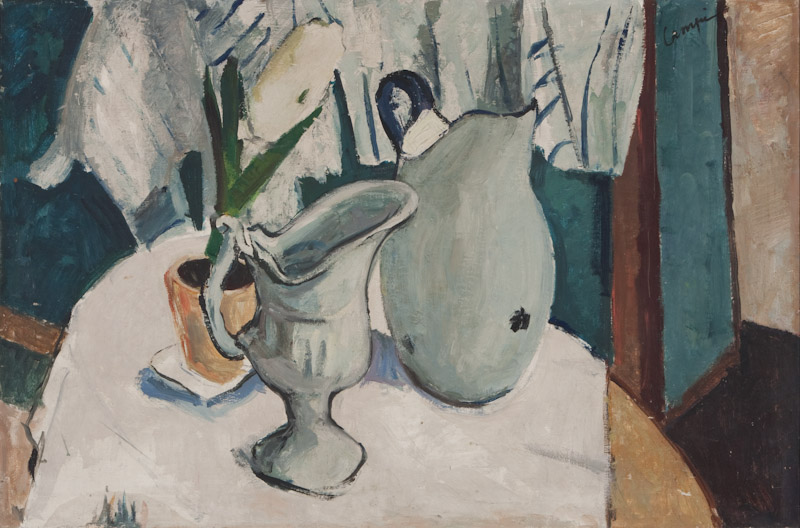
Hyazinthe mit Krügen
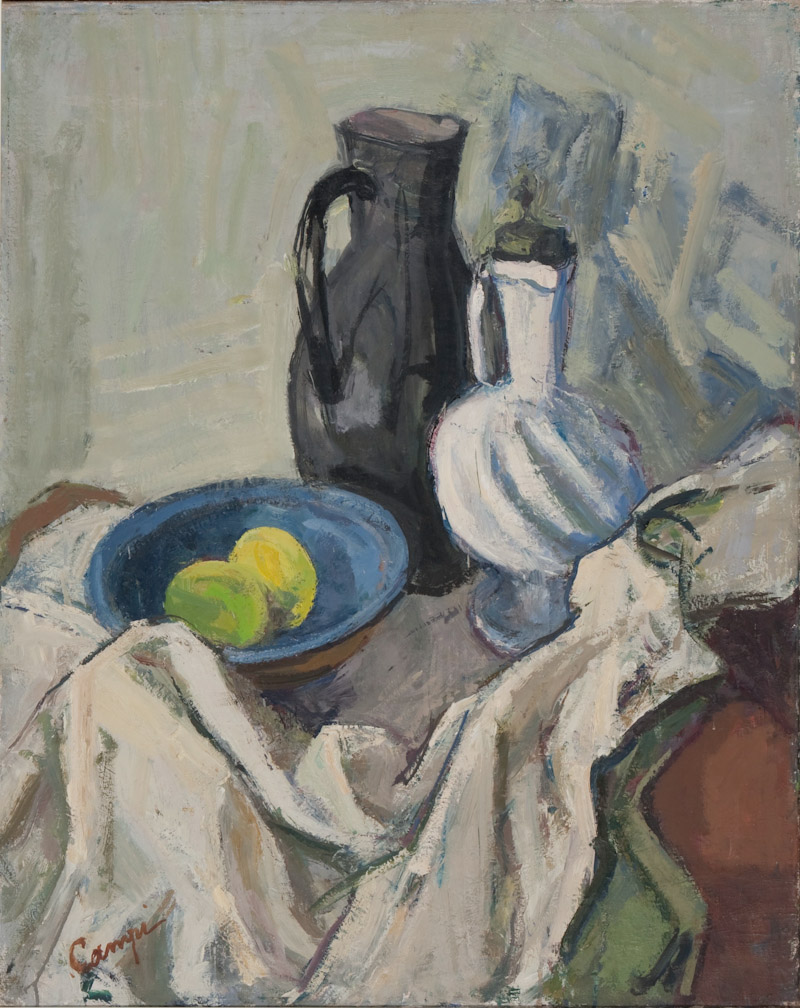
Zitronen in blauer Schale

## Ausstellungen (Auswahl)
- Hannover, Kunstverein
- München, Galerie Paulus
- München, Glaspalast
- München, Galerie Heinemann
- Berlin, Haus Wertheim
- München, Neue Pinakothek
- München, Deutsches Museum
- Berlin, Preußische Akademie der Künste
- Düsseldorf, Kunstpalast
- Rosenheim, Kunstverein
- Dessau, Gemäldegalerie
- Köln, Kunstverein
- Bamberg, Neue Residenz
- München, Städtische Galerie
- Regensburg, Kunsthalle
- München, Große Kunstausstellung, Haus der Kunst
- Rosenheim, Städtische Galerie
- Rom, Palazzo delle Esposizioni
- Offenburg, Salzhaus
- Wasserburg, Rathaus
- Bad Endorf, Schloss Hartmannsberg